# Mitsubishi Pajero Sport
Mitsubishi Pajero Sport (укр. Мітсубісі Паджеро Спорт) — середнерозмірний рамний позашляховик японської компанії Mitsubishi, що дебютував в 1996 році і зайняв проміжну точку в модельному ряду між Pajero і Pajero Pinin. Побудована модель на базі пікапа L200. В 2000 році модель прошла рестайлінг (з'явився двигун V6 об'ємом 3.0 л). В Японії продается під назвою Mitsubishi Challenger, на американском ринку відомий як Mitsubishi Montero Sport. Pajero Sport другого покоління було представлено в 2008 році, третє покоління дебютувало в 2015 році.

## Перше покоління (1996-2008)

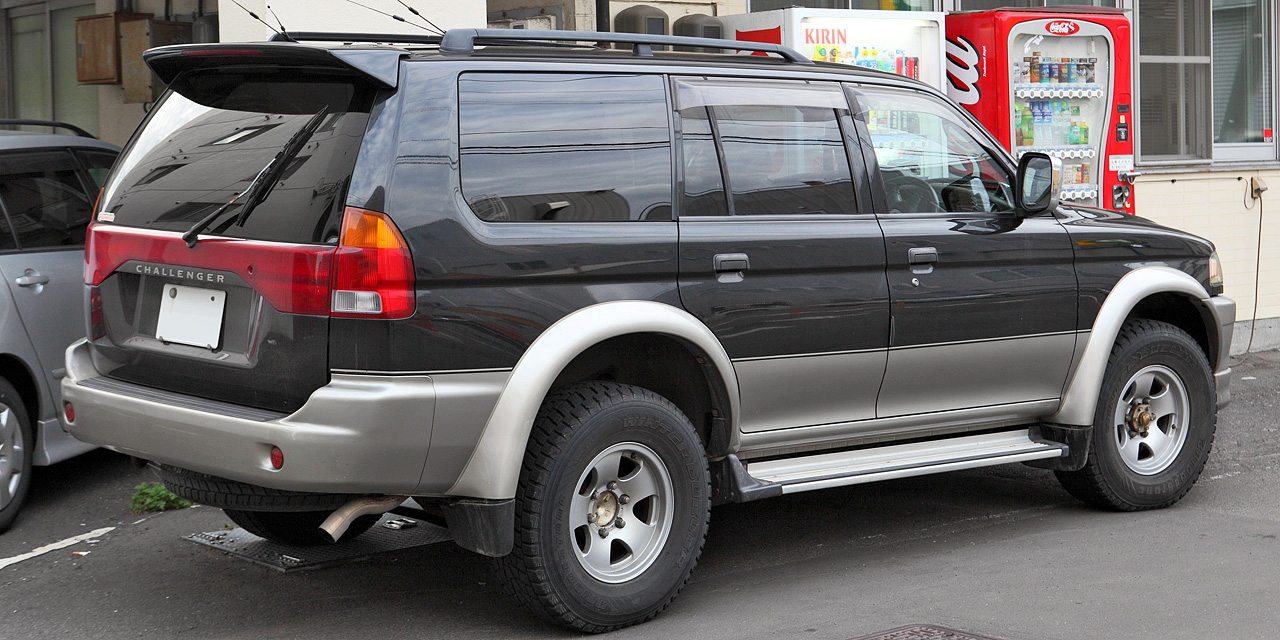
Mitsubishi Pajero Sport (1996-2000)

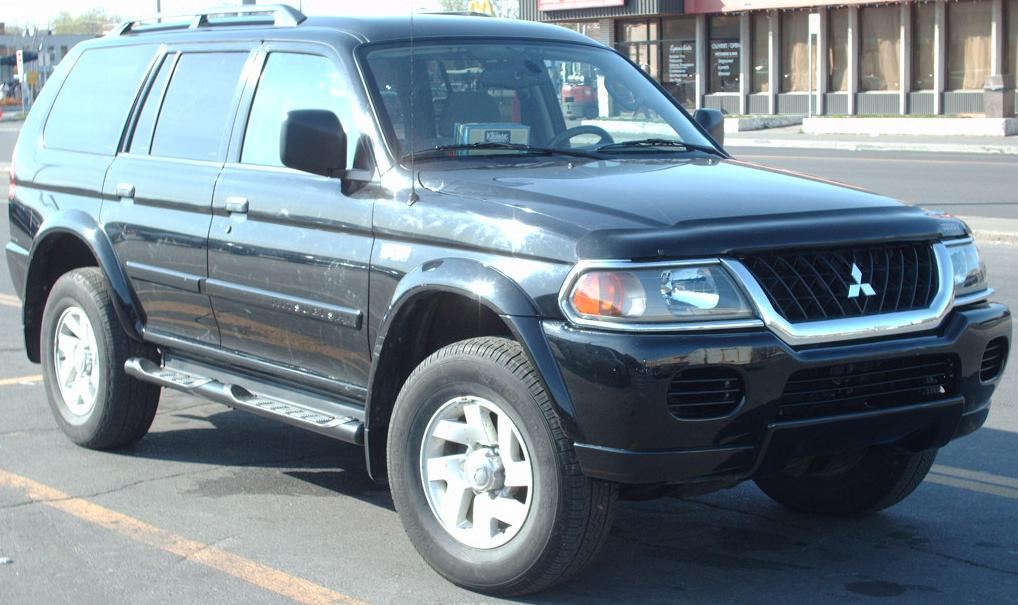
Mitsubishi Pajero Sport (2000-2004)

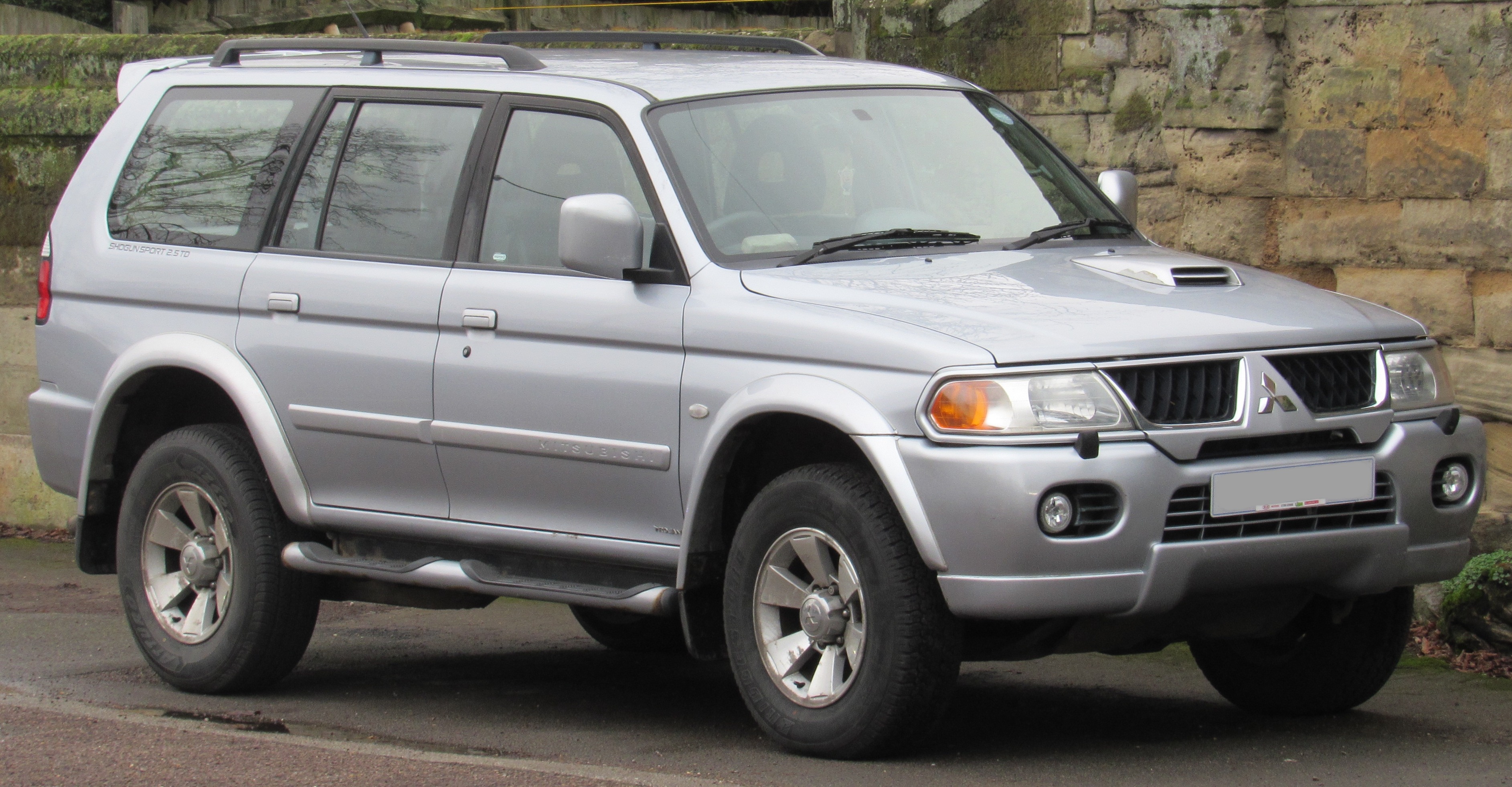
Mitsubishi Pajero Sport (2004-2008)

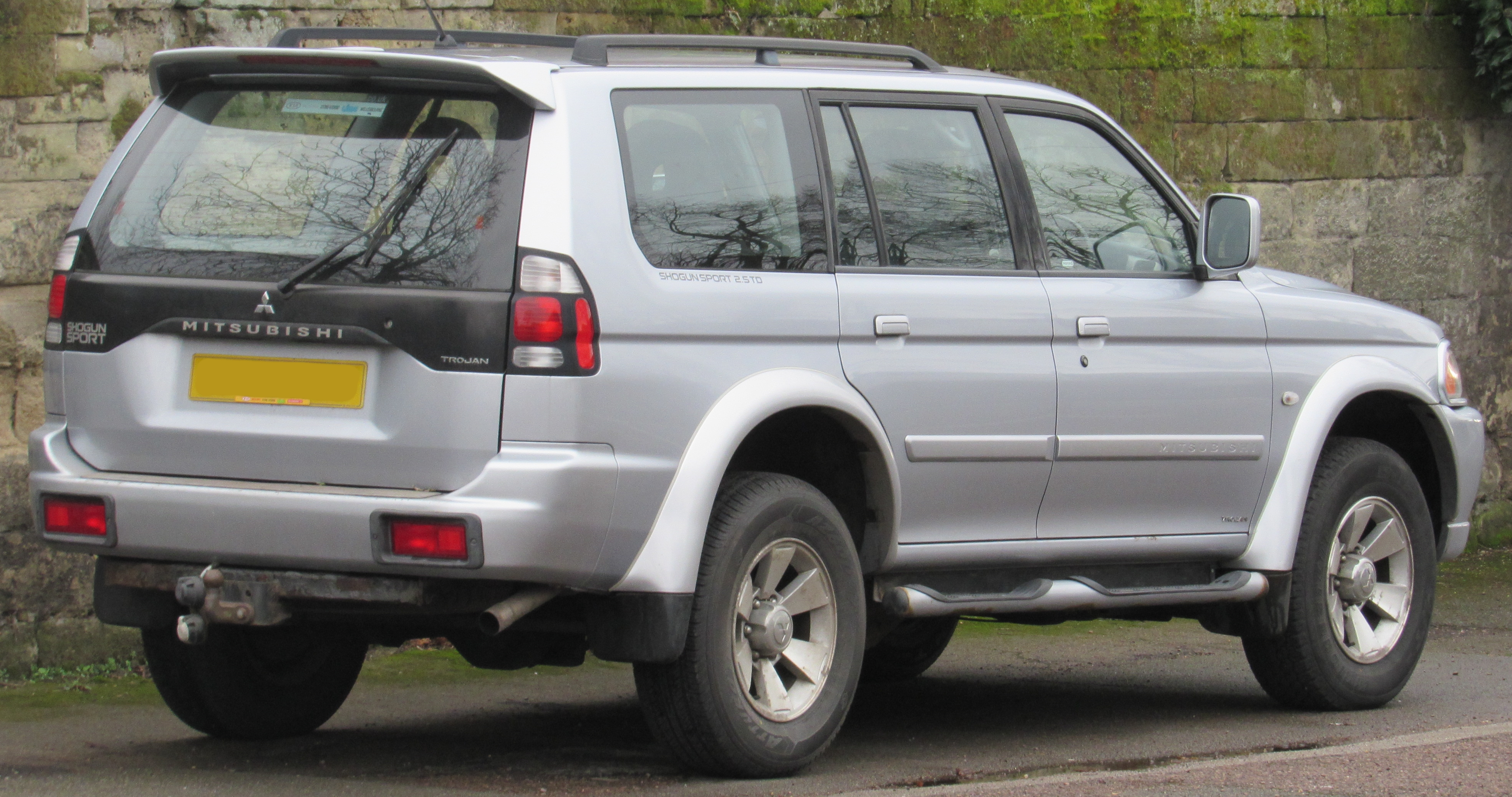
Mitsubishi Pajero Sport (2004-2008)

Виробництво Mitsubishi Pajero Sport почалася в 1996 році в Японії, з 1997 року машина була також доступна в більшості країн-експортерів, де він був відомий як Challenger, Pajero Sport в Європі, Montero Sport в Північній Америці, Південній Америці і на Філіппінах, Nativa в деяких частинах Центральної Америки і на Близькому Сході, Shogun Sport в Сполученому Королівстві і G-Wagon в Таїланді. Хоча він носить ім'я Mitsubishi Pajero, автомобіль базується на платформі пікапа L200 з східчастою рамою і ресорами, комплектується бензиновими двигунами V6 3,0 л або 3,5 л і дизельними Р4 2,5 л, 2,8 л та 3,2 л.
У більшій частині світу Pajero Sport продавався з роздавальною коробкою типу Part-time (без міжосьового диференціала). З режимами: задній привід, повний привід, повний привід із зниженою передачею. У Японії він продавався з роздавальною коробкою типу Super select (з міжосьовим диференціалом). З режимами: задній привід, повний привід з розблокованим міжосьовим диференціалом, повний привід із заблокованим міжосьовим диференціалом, повний привід із заблокованим міжосьовим диференціалом і пониженою передачею. На американський ринок він іноді поставлявся з роздавальною коробкою типу AWD. З режимами: задній привід, AWD (автоматично підключається повний привід), повний привід із зниженою передачею.
Більшість цих автомобілів оснащені заднім диференціалом типу LSD (75% блокування) або вільним диференціалом. Дуже рідко в США були авто із заводським 100% блокуванням заднього диференціала.
В кінці 2000 року відбулась модернізація моделі і крім зміни зовнішнього вигляду інженери змінили задню ресорну підвіску на пружинну. 
З ростом популярністі моделі її виробництво також налагодили в Китаї в 2003 році та Бразилії в 2006 році. Продажі були припинені в Японії в 2003 році в Північній Америці в 2004 році (де він був замінений Endeavor), та Центральній і Західній Європі в 2008 році.

### Двигуни

#### Бензинові
- 6G72 3.0 л V6, 2972 см³, 177 к.с. (130 кВт)
- 6G74 3.5 л V6, 3497 см³, 213 к.с. (157 кВт)

#### Дизельні
- 4D56 2.5 л Р4 TD, 2477 см³, 99 к.с. (73 кВт)
- 4D56 2.5 л Р4 TD, 2477 см³, 115 к.с. (85 кВт)
- 4D56 2.5 л Р4 TD, 2477 см³, 133 к.с. (98 кВт)
- 4M40 2.8 л Р4 TD, 2835 см³, 125 к.с. (92 кВт)
- 4M41 3.2 л Р4 TD, 3200 см³, 165 к.с. (121 кВт)

## Друге покоління (2008–2016)

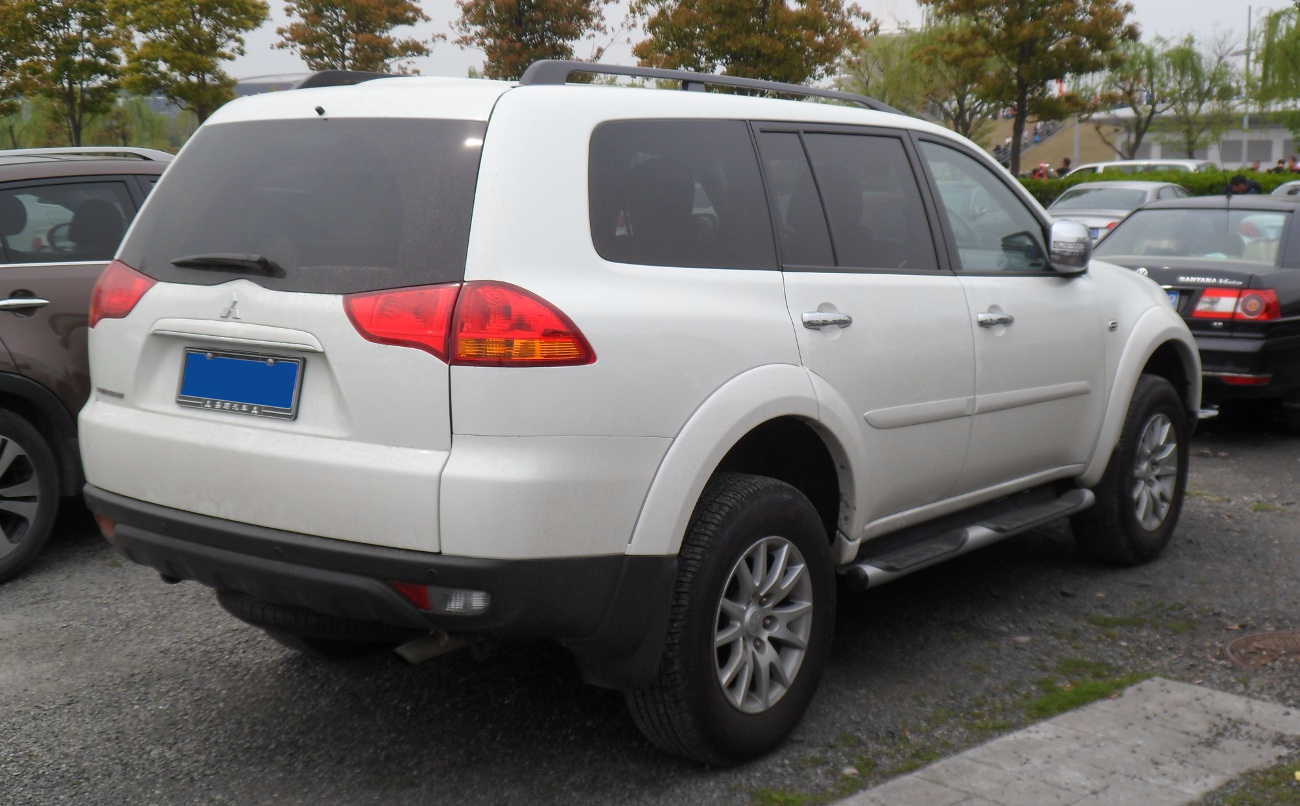
Mitsubishi Pajero Sport II (2008-2013)

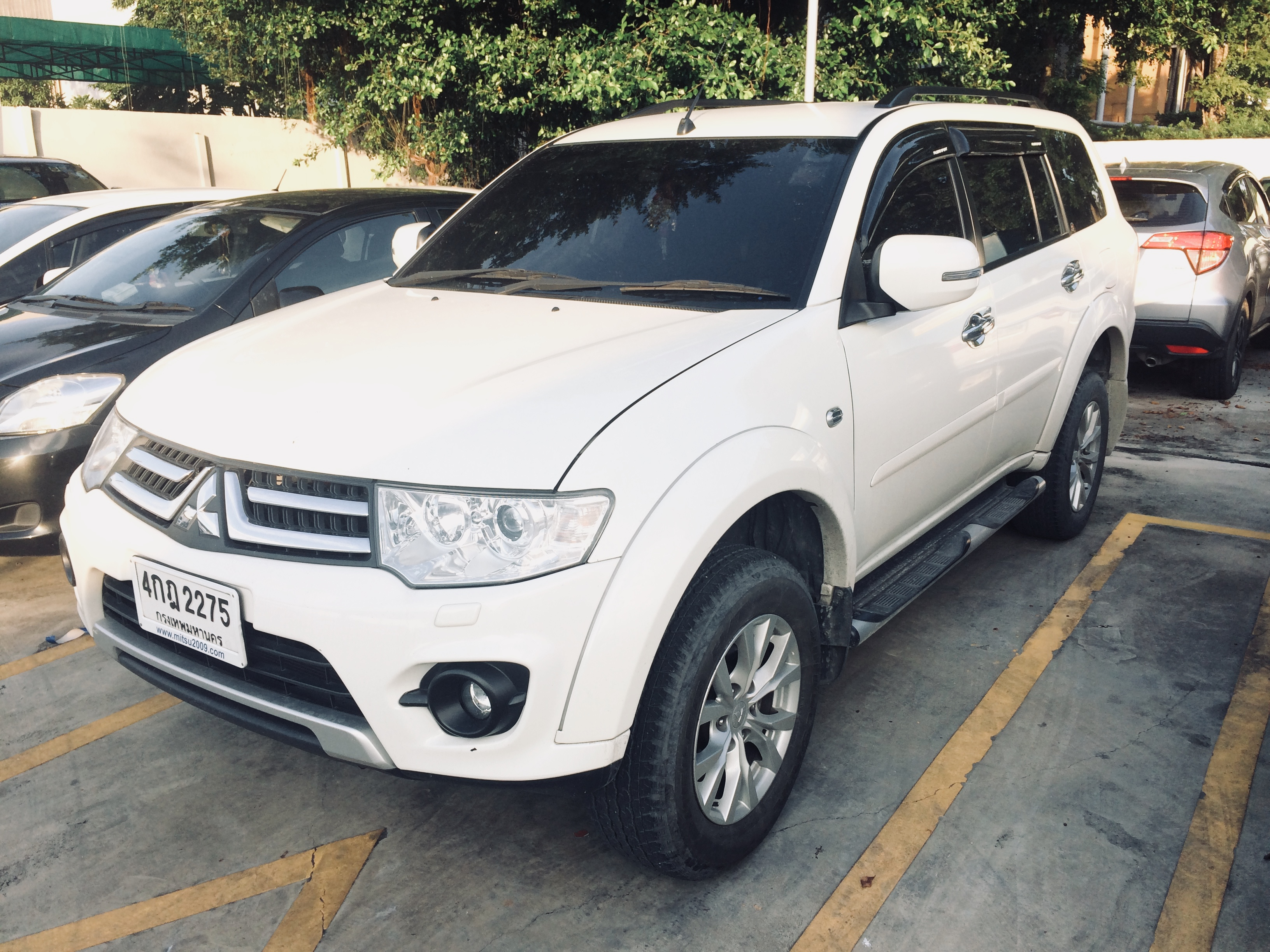
Mitsubishi Pajero Sport II (з 2013)

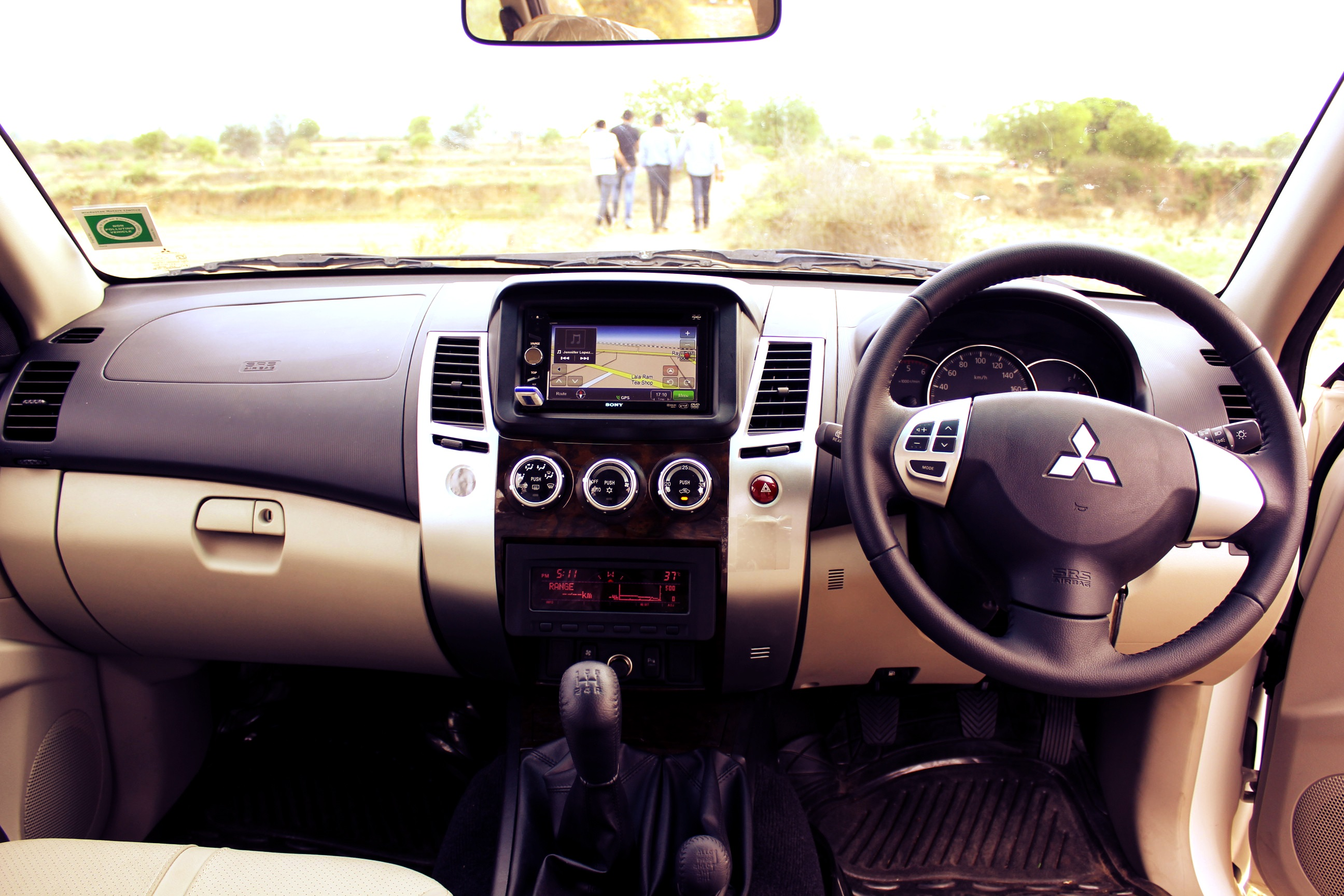
Салон Mitsubishi Pajero Sport II

У серпні 2008 року на Московському автосалоні представлено друге покоління Pajero Sport, яке далі базується на основі L200 і взяло від останнього конструкцію рами та дизайн передньої частини. Крім того, новий Pajero Sport отримав систему Super-Select 2, від Pajero з заднім приводом і можливістю підключити передній привод на швидкості до 100 км/год, пониженою передачею, міжколісним блокуванням заднього моста та розподілом крутного моменту 33% на передні колеса і 67% на задні при включенні повного приводу.
Автомобіль пропонується з двома дизельними двигунами 2,5 л і 3,2 л та бензиновими двигунами 3,0 л V6 і 3,5 л V6. В залежності від версії автомобіль має п'ять або сім посадочних місць. Восени 2008 року почалися продажі моделі на Близькому Сході, в Латинській Америці та Океанії. В Україні пропонується тільки п'ятимісний з 3,2-літровий дизель. Друге покоління моделі не поставляється ні в США, ні в країни Західної Європи, де він не залишив наступника.
В 2013 році модель оновили, змінивши зовнішній вигляд і оснащення.
Комплектацій з оснащення кузова і салону 3:
- Мінімальна - ручне управління обігрівачем, чорні ручки дверей, дзеркала без обігріву, тканинні сидіння з ручним регулюванням, кермо без кнопок управління аудіосистемою, проста аудіосистема без графічного дисплея, галогенні лампи в фарах.
- Проміжна - доданий клімат-контроль і хромовані ручки, на частини машин - кермо з кнопками управління аудіосистемою.
- Максимальна - клімат-контроль, шкіряні сидіння з електроприводами, обігрів дзеркал, аудіосистема з графічним дисплеєм, кермо з кнопками управління аудіосистемою, камера заднього виду, парктронік, ксенонові лампи в фарах. На частині машин встановлюється головний пристрій «Mitsubishi multi communication system» з навігацією і додатковим аудіокоректор.

### Двигуни

#### Бензинові
- 4G69 2.4 л Р4, 2378 см³, 162 к.с. (119 кВт)
- 6B31 3.0 л V6, 2998 см³, 222-230 к.с. 281 Нм
- 6G74 3.5 л V6, 3497 см³, 203 к.с. (149 кВт)

#### Дизельні
- 4D56 2.5 л Р4 TD, 2477 см³
- 4D56 2.5 л Р4 VGT, 2477 см³, 136 к.с. (100 кВт)
- 4D56 2.5 л Р4 DI-D Hyper Common rail VGT, 2477 см³, 178 к.с. при 4000 об/хв, 400 Нм при 2000 об/хв
- 4M41 3,2 л Р4 TD, 3200 см³, 175 к.с. (129 кВт)

## Третє покоління (з 2015)

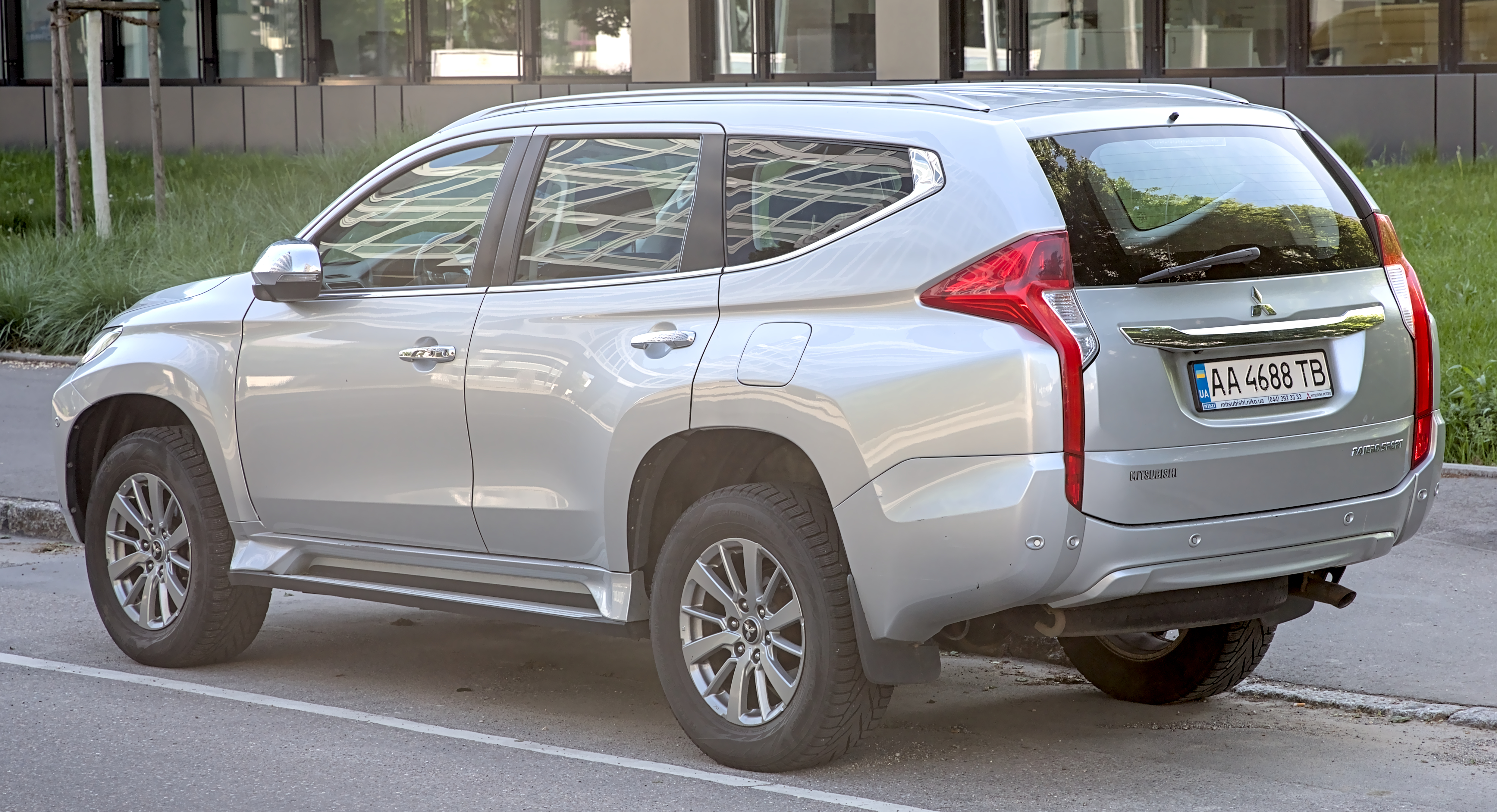
Mitsubishi Pajero Sport III

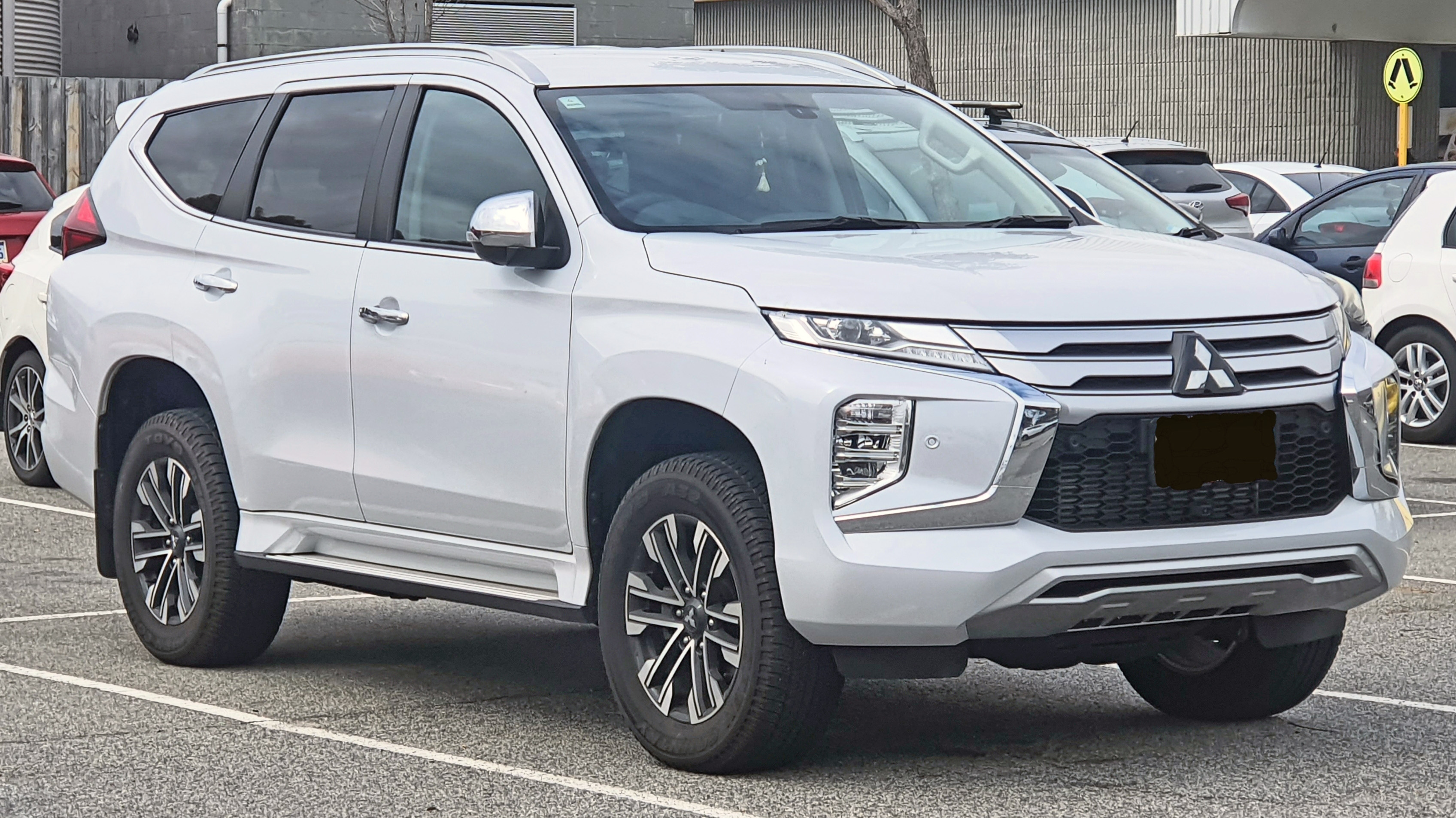
Mitsubishi Pajero Sport III (з 2019)

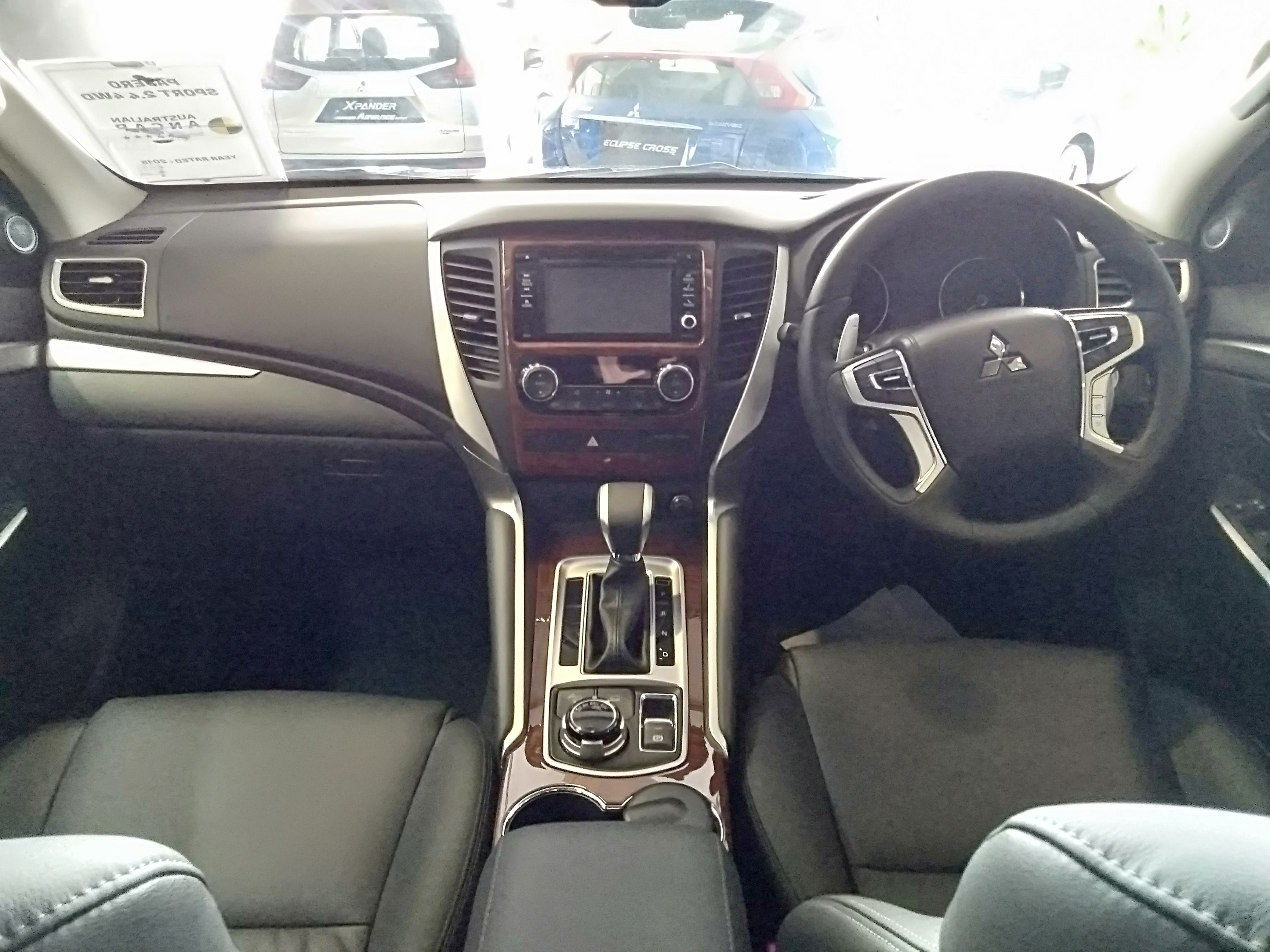

Влітку 2015 році дебютувало нове покоління Pajero Sport, розроблене на основі нового Mitsubishi L200 та може мати 5 або 7 місць. Автомобіль збудовано в стилі Dynamic Shield і комплектується дизельним двигуном 4N15 2.4 MIVEC (181 к.с., 430 Нм), що працює в парі з 5-ст. і 6-ст. МКПП або 5-ст. і 8-ст. АКПП.
Автомобіль отримав систему Super Select 2 від попередника з роздавальною коробкою і блокуванням міжколісного диференціалу. Позашляховик обзавівся новим режимом Off-Road з підпрограмами «гравій», «бруд / сніг», «пісок» і «камінь». В автомобілі, як і раніше наявне блокування заднього диференціала. Автомобіль отримав систему допомоги для спуску з гори.
На деяких ринках пропонується бензиновий 6B31 3.0 л V6 230 к.с. і дизель 4D56 2.5 л 136 к.с. від попередника.
Рама стала жорсткішою, а підвіски були модернізовані з прицілом на підвищену керованість і стабільність. Але за схемою вони залишилися колишніми: на подвійних поперечних важелях спереду і жорсткий міст на пружинах ззаду.
На додаток до основного обладнання, Mitsubishi Pajero Sport оснащений: автоматизованими двірниками, фарами з сутінковими датчиками, системою клімат-контролю, DVD екраном для пасажирів, що сидять на задньому сидінні, шкіряними кріслами з підігрівом, паркувальними сенсорами. Pajero Sport - це відмінний варіант безпечного автомобіля, що має, серед усього іншого: 7 подушок безпеки, камеру, що обертається, і систему електронної стабілізації. Дана модель займає планку безумовного лідера, завдяки системі автоматичного гальмування і контролю "мертвих зон". Своєрідним бонусом системи автоматичного гальмування є перемикання на низьку швидкість під час паркування, що забезпечує маневреність навіть в умовах обмеженого простору. 
Автомобіль має величезний багажний відділ, об'ємом 673-1624 л.

### Двигуни

#### Бензинові
- 6B31 3.0 л V6, 2998 см³, 209-230 к.с. 279 Нм

#### Дизельні
- 4N15 2.4 л Р4 MIVEC DI-D Common rail VGT, 2442 см³, 181 к.с. 430 Нм
- 4D56 2.5 л Р4 DI-D Common rail, 2477 см³, 136 к.с. 324 Нм

## Виробництво
| Рік  | Авто   | Авто     | Авто    |
| Рік  | Японія | Бразилія | Таїланд |
| ---- | ------ | -------- | ------- |
| 1996 | 35,561 | -        | -       |
| 1997 | 51,594 | -        | -       |
| 1998 | 71,562 | -        | -       |
| 1999 | 95,914 | -        | -       |
| 2000 | 92,475 | -        | -       |
| 2001 | 78,337 | -        | -       |
| 2002 | 69,001 | -        | -       |
| 2003 | 34,258 | -        | -       |
| 2004 | 30,515 | -        | -       |
| 2005 | 23,773 | 600      | -       |
| 2006 | 17,455 | 5,370    | -       |
| 2007 | 19,349 | 6,120    | 11      |
| 2008 | 9,210  | 4,470    | 15,065  |
| 2009 | 2,364  | 4,560    | 37,179  |
| 2010 | 2,154  | 1,380    | 55,289  |
| 2011 | 42     | -        | 67,966  |
| 2012 | -      | -        | 82,712  |

(Sources: Facts & Figures 2000, Facts & Figures 2005, Facts & Figures 2008, Facts & Figures 2010, Facts & Figures 2013 [Архівовано 2 грудня 2013 у Wayback Machine.], Mitsubishi Motors website)